# Голгофа (Шіле)
«Голгофа» (нім. Golgota) — біблійна композиція австрійського художника Егона Шіле (1890—1918).
В творчому доробку художника переважали портрети та зображення людей  в побутових ситуаціях, гострих за силуетами, тривожних за настроями . Рідше він звертався до натюрмортів чи зображень інтер'єрів, котрі зберігали психологічну напругу і гостру виразність зображень людей. 
Зовсім мало він звертався до біблійних сюжетів, один з яких картина « Голгофа » або «Розп'яття». Пошуки нової виразності в картинах різних митців розпочались давно. Особливо різноманітні зразки дало 19 століття — від суто реалістичних, майже документальних  у росіян («Христос в пустелі » Івана Крамського, біблійних картин Василя Полєнова ), могутніх і містичних водночас  (біблійні ескізи-акварелі Олександра Іванова) до рідкісно експресивних у Миколи Ґе чи Вінсента ван Гога («Янгол», «П'єта»). Ще більше холоднуватих, нудно-чемних композицій на біблійні сюжети залишила армія представників академізму.
Шляхом пошуків нової виразності пішов і Еґон Шіле. В картині «Голгофа» теж є три хрести і гора. Тільки художник подає її як високий пагорб, рясно вкритий травою. В даличині видно споруди якогось міста, яке в уяві глядача повинно асоціюватись з Єрусалимом. Зовсім дивним вилядає море під самий обрій, але ж відомо, що в Єрусалимі моря нема. Спаситель серед трьох розп'ятих виділений світлим німбом. Чудернацька, неприємна  колористична гама нагадує картини симолістів, а техніка досить далека від розкутої, еспресивної манери накладання фарб, як то в більшості творів художника.